# Полом (притока Уті)
Поло́м (рос. Полом) — річка в Удмуртії (Красногорський район), Росія, права притока Уті.
Річка починається за 4 км на південний схід від присілку Антропиха, біля кордону з Юкаменським районом. Річка протікає спочатку на захід, потім плавно повертає на південний захід, південь та південний схід. Впадає до Уті біля присілку Великі Чуваші.
Русло вузьке, долина широка. Річка приймає декілька дрібних приток, найбільшою з яких є права Бухма. На ній створено багато ставків, найбільші з яких — біля присілку Великий Полом площею 0,16 км², при впадінні притоки Бухма площею 0,23 км² та при гирлі площею також 0,16 км².
Над річкою розташовані присілки Великий Полом та Бухма, біля яких збудовано автомобільні мости.